# Luciano Zardi
Luciano Zardi (Ferrara, 15 settembre 1930) è un ex sollevatore italiano.

## Biografia
Nato nel 1930 a Ferrara, gareggiava nella classe di peso dei pesi mediomassimi (90 kg).
Nel 1951 ha vinto una medaglia d'argento agli Europei di Milano, terminando con 352,5 kg alzati, dietro al francese Raymond Herbaux con 362,5 kg. L'anno dopo partecipa ai campionati mondiali di Milano, classificandosi al quinto posto.
A 21 anni ha partecipato ai Giochi olimpici di Helsinki 1952, nei pesi mediomassimi, terminando 9º con 367,5 kg alzati, dei quali 100 kg nella distensione lenta, 117,5 kg nello strappo e 150 kg nello slancio. La competizione olimpica era in quel caso valida anche come campionato europeo, con Zardi vincitore della medaglia d'argento, dietro al sovietico Grigorij Novak, argento olimpico e oro europeo con 410 kg.